# Falguera reial
La falguera reial (Osmunda regalis) és una espècie de falguera de la família Osmundaceae, nativa d'Europa, Àfrica, Àsia, Amèrica, que creix en llocs humits com marges de rierols i pantans. El nom "reial" li ve per ser una de les falgueres europees més grosses. També és coneguda com a falguera florida a causa de l'aparença de les seves frondes fèrtils.

## Noms comuns
Osmunda regalis rep nombrosos noms comuns: falguera de rei, falguera gran, osmunda, falguera, falguera de riera, falguera florida, falguera reial, foguera, foguera de rei, foguera de riera, foguera gran.

## Característiques
És una falguera que produeix separadament frondes fèrtils i unes altres estèrils. Les estèrils s'expandeixen, 6-16 dm d'altura i 3-4 dm d'ample, bipinnades, amb 7-9 parells de pinnes de 3 dm de llarg, on cada pinna amb 7-13 parells de pínnules de 2,5-6,5 cm de llarg i 1-2 cm d'ample. Les frondes fèrtils són erectes i més curtes, 2-5 dm d'altura, usualment amb 2-3 parells de pinnes estèrils en la base, i 7-14 parells de pinnes fèrtils sota l'esporangi, densament tancades.

## Història natural
Es desenvolupa preferentment en ecosistemes fluvials. És un bon indicador de l'estat de conservació de l'ecosistema ripari. En moltes àrees, s'ha tornat rar com a resultat de drenatge de terres pantanoses per a agricultura. Es troba al Pirineu Oriental i a les serralades entre Girona i Barcelona.

## Usos
La falguera de rei és un remei popular molt valorat a Cantàbria i a altres regions del nord de la península ibèrica. El macerat del rizoma amb vi blanc ajudaria a soldar trencaments, trastorns de les articulacions i dolors reumàtics. Les dones embarassades no han de prendre'l, doncs es considera abortiu. Aquest ús pot amenaçar les poblacions de falguera en certes zones per sobreexplotació. Si la demanda creix, serà necessari cultivar la planta per protegir les poblacions feréstecs.